# Песня о Соколе (мультфильм)
«Песня о Соколе» — музыкальный широкоэкранный мультипликационный фильм, снятый в 1967 году режиссёром-мультипликатором Борисом Степанцевым по одноимённому произведению Максима Горького.
В мультфильме была использована музыка из произведений Александра Скрябина под музыкальную композицию Романа Леденёва и техника живописи по стеклу.

## Сюжет
Мультфильм начинается с демонстрации битвы белого Сокола с вороньей стаей и олицетворяет противостояние Добра и Зла. В конце концов израненный Сокол падает в ущелье. К нему подползает Уж, он пытается убедить птицу в бесполезности борьбы и доказывает преимущества своего тихого незаметного существования. Но, как говорится, «рождённый ползать летать не может».

## Создатели
- Автор сценария и режиссёр: Борис Степанцев
- Художник-постановщик: Анатолий Савченко
- Оператор: Михаил Друян
- Звукооператор: Борис Фильчиков
- Ассистент режиссёра: Елена Шилова
- Художники: Гелий Аркадьев, Т. Зеброва, В. Исаева
- Монтажёр: Валентина Турубинер
- Ассистент оператора: Н. Наяшкова
- Редактор: Аркадий Снесарев
- Художники-мультипликаторы: Юрий Бутырин, Николай Фёдоров, Анатолий Абаренов, Леонид Носырев, Леонид Каюков, Анатолий Петров
- Художники-декораторы: Дмитрий Анпилов, Ирина Светлица
- Директор картины: Анна Зорина
- Текст читают:

Ролан Быков — Уж,
Алексей Бахарь — текст от автора
- Создатели приведены по титрам мультфильма.

## О фильме
Вот что рассказывает режиссёр Борис Степанцев о замысле фильма:

Своим фильмом мы хотели подчеркнуть, что наше искусство, как утверждал Горький, должно активно выступать против равнодушия, мещанства, обывательщины — явлений, несовместимых с обществом будущего, — философией удобной и сытой, философией скользкой и изворотливой, философией ужей. Так и возник Уж — в нашей картине мещанин, обречённый в конечном итоге на гибель. Нам казалось, что такое прочтение «Песни о Соколе» не исказит замысел автора, а, напротив, заставит «Песню» прозвучать с новой силой, злободневно и остро…— Э. Тадэ. Песня о Соколе // "Смена", 1968, № 980.